# إرثان
كان إرثان إلهًا من بلاد ما بين النهرين، يُجسّد الفرع الغربي لنهر الفرات، والذي أصبح في الألفية الأولى قبل الميلاد مجراه الرئيسي. ويُحتمل أن يشير الاسم أيضًا إلى النهر نفسه. عبادة إرثان نادرة، والعديد من جوانب شخصيته كإله غير مؤكدة. هناك موضوعان لا يزالان محل جدل بين الخبراء: ارتباطه أو التباسه بإله الثعبان نيراه، ودوره الكوني المُقترح.

## الاسم
كان اسم إرثان هو الاسم السومري للفرع الغربي لنهر الفرات. وفي الأكدية كان يُطلق عليه اسم أراختو. وهذه الأسماء متشابهة، ومن المرجح أن كلاهما مشتق من الجذر السامي ' رخ، "للسير على الطريق". ازدادت أهمية أراختو في الألفية الأولى قبل الميلاد، لأن الفرع الشرقي الذي يتدفق عبر مدن مثل كيش ونيبور، والذي كان في السابق المسار الرئيسي، أصبح من الصعب التنقل فيه. ونتيجة لذلك، بدأ استخدام اسم أراختو بالتبادل مع بوراتو.
يمكن كتابة الاسم مقطعيًا (ir-ḫa-an) ولفظيًا (ÍD. d MUŠ.DIN.TIR.BALAG). كما إثبتت كتابات مختلطة، مثل d MUŠ. ir-ḫa .DIN.BALAG. ويمكن أيضًا تمثيله ببساطة بالرمز d MUŠ. ومع ذلك، يمكن أن يشير أيضًا إلى عشتاران، ورسوله نيراه، وإله العالم السفلي نينازو، وإله الوصاية لشوشان، إنشوشيناك، وإله الوصاية لإشنونة، تيشباك.

## الشخصية
كان إرثان، عندما يُفهم على أنه إله، بمثابة تأليه للنهر الذي يحمل اسمه. ومن المرجح أن تُنسب إليه خصائص تشبه الثعبان، ربما في إشارة إلى العديد من منعطفات النهر التي يمثلها.
ومن المعروف أيضًا وجود إشارات متفرقة إلى إرثان باعتبارها شخصية أنثوية.
هناك مشكلة لم تُحل في الدراسات العلمية وهي ما إذا كان ينبغي فهم إرثان على أنه إله كوني. يجادل فرانس ويجرمان بأن الأدلة المتاحة لا تدعم هذه النظرية، مع استثناء محتمل وهو اقتران إرخان بدور، وهو إله مشابه للتل الكوني، دوكو، في قائمة قرابين من أور. ويشير إلى أن قائمة الآلهة أن = أنوم تجعل إرخان ابنًا ليسين، وهو ما لا يُعد أصلًا مناسبًا لإله كوني. ومع ذلك، جادل ويلفريد ج. لامبرت بأنه ينبغي فهمه على هذا النحو. وفسر الاسم الشخصي في فترة الكاشيين موش- شار-إيلاني، "موش هو ملك الآلهة"، على أنه يشير إلى إرخان كشخصية ثيوجونية. ومن المعروف أيضًا أسماء مماثلة تستدعي آلهة أخرى، بما في ذلك رؤساء البانثيون التقليديين والآلهة الأخرى.

## الارتباطات مع الآلهة الأخرى
كان يتم الخلط أحيانًا بين إرثان ونيراه، رسول عشتاران. لم يفهم التاريخ المبكر لهذين الإلهين بشكل كامل. وقد اقترح أن اسميهما كانا متشابهين مع بعضهما البعض، على الرغم من أن الرأي القائل بأنهما يشتركان في نفس الأصل غير مقبول عالميًا. افترض ويلفريد جي لامبرت أن إرثان ونيرة قابلان للتبادل تمامًا، وربط ليس فقط الأسماء الثيوفورية بعنصر د موش، ولكن أيضًا الثعابين الموضحة على الكودورو (أحجار الحدود) به. يتعرف على الأخير عادةً باسم نيرة بدلاً من ذلك. في بعض الحالات، من غير المؤكد ما إذا كان ينبغي قراءة d MUŠ على أنها Nirah أو Irḫan، على سبيل المثال، ليس بول-آلان بوليو متأكدًا مما إذا كان ينبغي فهم الإله المُستدعى باسم ثيوفوري واحد من أور الأخمينية، والممثل بالكتابة اللوجوغرافية d MUŠ، على أنه Irḫan أو Nirah. وقد نسخ الاسم المذكور مؤقتًا على أنه Niraḫ-dān، "Nirah قوية". ومن غير المؤكد أيضًا ما إذا كان ينبغي قراءة الملك الرابع من سلالة أكشاك المعروف من قائمة الملوك السومريين على أنه Puzur-Nirah أو Puzur-Irḫan.
تشير صلاة إلى نيدابا معروفة من كالح إلى إركان (توفي عام MUŠ) باعتباره والد هذه الإلهة وكذلك "آلهة الكون". كما تحدده أيضًا مع إنكي. ووفقًا لويلفريد ج. لامبرت، يبدو أن هذا النسب المحدد يعكس "رغبة في عدم أن يكون آنو والد نيسابا". لا يتسق نسبها في مصادر أخرى.
تقارن إحدى ترانيم زامي في العصر السلالي المبكر بين إلهة التعويذة نينجيريما وإرثان، ويفترض أن ذلك يرجع إلى ارتباطهما المشترك بالثعابين والماء. ومع ذلك، فقد اقترح البعض أيضًا أن ذكر إرثان يشير بدلاً من ذلك إلى أن موروم، مركز عبادة نينجيريما، كان يقع على الممر المائي الذي يتوافق معه.
في ابتهالات zi-pad 3، يظهر إرثان أحيانًا جنبًا إلى جنب مع نينكاسي وإيزينا (/ أشنان) وشمغان.

## العبادة
إثبت وجود إرثان بأسماء ثيوفورية من عصر الأسرات المبكرة وفترة أور الثالثة في أور. وخلال الفترة الأخيرة، كان يُعبد في هذه المدينة خلال مهرجان سنوي للبذر. لم يثبت وجود معبد مخصص له بشكل مباشر، ولكن بناءً على الإشارة إلى كاهن يطلق على نفسه اسم "بواب إرثان"، فإن وجوده يُعتبر احتمالًا. كما إثبت وجود كاهن جودو لإرثان. لا يوجد دليل مباشر على أنه كان يُعبد بنشاط خارج أور، على الرغم من وجوده في نص من نيبور في سياق غير واضح. بالإضافة إلى ذلك، تستحضر أسطوانة كوديا "إرثان النقي من أبزو".
يبدو أن عبادة إرثان قد اختفت إلى حد كبير بعد فترة أور الثالثة. لا يُعرف حاليًا سوى إشارة واحدة إلى إرثان من مجموعة الأدب البابلي القديم. يظهر في جزء صغير من أسطورة يشرب فيها البيرة أثناء مأدبة إلهية. وفقًا لفرانس ويجرمان، كان هناك أيضًا ضريح مخصص له في مجمع معبد إيشارا في آشور.
توصي إحدى التعويذات الطبية برسم صورة إرثان بالدقيق لعلاج الروماتيزم.

### الفهرس
1. 1 2 3 4 5  Wiggermann 1998، صفحة 570.
2. 1 2 3 4  Woods 2004، صفحة 67.
3. 1 2 3 4 5  Wiggermann 1998، صفحة 571.
4. 1 2 3  Beaulieu 2021، صفحة 171.
5. 1 2  Lambert 2013، صفحة 238.
6. ↑  Stol 2014، صفحة 65.
7. ↑  Koppen & Lacambre 2020، صفحة 153.
8. ↑  Woods 2004، صفحة 73.
9. ↑  Wiggermann 1998، صفحات 571-572.
10. ↑  Lambert 2013، صفحة 244.
11. 1 2  Lambert 2013، صفحة 270.
12. ↑  Wiggermann 1997، صفحة 43.
13. ↑  Woods 2004، صفحة 77.
14. ↑  Beaulieu 2021، صفحة 170.
15. ↑  Michalowski 2008، صفحة 133.
16. 1 2  Lambert 1999، صفحة 153.
17. ↑  Lambert 1999، صفحة 155.
18. ↑  Lambert 1999، صفحة 154.
19. 1 2  Asher-Greve & Westenholz 2013، صفحة 54.
20. 1 2  Peterson 2009، صفحة 52.
21. 1 2 3 4  Wiggermann 1998، صفحة 574.
22. ↑  McEwan 1983، صفحة 226.
23. ↑  Lambert 2013، صفحة 239.
24. ↑  McEwan 1983، صفحة 225.
25. ↑  Peterson 2009، صفحات 51-52.
26. ↑  McEwan 1983، صفحة 228.